# Evan Van Moerkerke
Evan Van Moerkerke (London (Ontario), 16 augustus 1993) is een Canadese zwemmer.

## Carrière
Bij zijn internationale debuut, op de Pan-Amerikaanse Spelen 2015 in Toronto, veroverde Van Moerkerke samen met Santo Condorelli, Karl Krug en Yuri Kisil de zilveren medaille op de 4x100 meter vrije slag. Op de wereldkampioenschappen zwemmen 2015 in Kazan eindigde de Canadees samen met Santo Condorelli, Yuri Kisil en Karl Krug als achtste op de 4x100 meter vrije slag.

## Internationale toernooien
| Jaar | Olympische Spelen | WK langebaan         | WK kortebaan | PanPacs | Gemenebestspelen | Pan-Ams           |
| ---- | ----------------- | -------------------- | ------------ | ------- | ---------------- | ----------------- |
| 2015 |                   | 8e 4x100m vrije slag |              |         |                  | 4x100m vrije slag |

## Persoonlijke records
Bijgewerkt tot en met 5 april 2016
Kortebaan
| Afstand         | Tijd    | Datum            | Plaats   |
| --------------- | ------- | ---------------- | -------- |
| 50m vrije slag  | 22,41   | 7 februari 2013  | Toronto  |
| 100m vrije slag | 48,53   | 21 februari 2015 | Victoria |
| 200m vrije slag | 1.47,57 | 26 februari 2016 | Quebec   |

Langebaan
| Afstand         | Tijd    | Datum            | Plaats  |
| --------------- | ------- | ---------------- | ------- |
| 50m vrije slag  | 23,30   | 18 januari 2014  | Austin  |
| 100m vrije slag | 49,75   | 5 april 2016     | Toronto |
| 200m vrije slag | 1.51,14 | 26 februari 2016 | Quebec  |